# 張謐 (嘉靖進士)
張謐（1517年—1595年），字子靖，號安軒，直隸河間府滄州南皮縣人，匠籍，明朝政治人物。

## 生平
嘉靖二十五年（1546年）中式丙午科順天府鄉試第七十四名舉人。嘉靖二十六年（1547年）聯捷丁未科會試第二百七十二名，登第三甲第十九名進士。初授杭州府推官，二十九年，升南京户部广西司主事，升署郎中事。考满，明年升山东按察司佥事，兵备武定，以剿杨思仁功，升俸一级。三十七年（1558年），升山西左參議，镇守武宁。四十年，遷陕西按察司副使。四十二年，京营协理戎政任缺，吏部尚書严讷举荐他协理戎政，被弹劾後辞官归乡。萬曆二十三年卒，享年七十九。

## 家族
曾祖張璿，两淮鹽運司副使；祖父張繡，玉山主簿；父張繼宗，母畢氏。